# Hypocala tungusa
Hypocala tungusa là một loài bướm đêm trong họ Noctuidae.